# Neckera giulianettii
Neckera giulianettii là một loài rêu trong họ Neckeraceae. Loài này được Broth. mô tả khoa học đầu tiên năm 1898.